# Aléa (Arcadie)
Aléa (grec moderne : Αλέα) est une localité située dans le dème de Tripoli, dans le district régional d'Arcadie, dans la périphérie du Péloponnèse, en Grèce.
Elle est située à environ 7,7 km (à vol d'oiseau) au sud-est du centre-ville de Tripoli, et se trouve sur le site de la ville antique de Tégée.
Parmi ses attractions figurent les ruines du temple d'Athéna Aléa, qui a donné son nom au village, et le musée archéologique de Tégée.
Selon le recensement de 2021, elle compte 146 habitants.